# Mirta Jaramillo
Mirta Jaramillo Loyola, fue un personaje chilote de la telenovela chilena de TVN La Fiera encarnado por la actriz Luz Jiménez. Originalmente en ese tiempo la actriz tenía 64 años, pero en la serie disminuyó así su edad hasta los 60 años.

## Personaje
Es una mujer autosuficiente, alegre, aunque de carácter hostil en algunas ocasiones. A primera vista, y a pesar de edad, se puede apreciar que trata de ocultar su lado frágil, pero en el fondo tiene un gran corazón. Mirta vive junto a su hijo Santos Bahamondes (Pablo Schwarz) en una humilde casa de madera en Dalcahue y se desempeña como vendedora de yerbas y papas a orillas del mar y por los atributos medicinales que poseía era conocida como «La bruja». Es amante de las tradiciones, por lo cual detesta la modernidad santiaguina y desorden que Katia (Tamara Acosta) le inculca a su único hijo.
Su marido Santos —Santos Piare– como le reconoce, era un pescador que desapareció en el mar de Chiloé. Según Mirta, fue abducido por el barco fantasma El Caleuche y todos los aniversarios le visita a orillas del mar con una cena nocturna con la esperanza de que el barco fantasma le regrese a su marido. 
En Dalcahue, se le relaciona con sus colegas del mercado como Alvarado Chico (Francisco Melo), Alvarado Grande (Óscar Hernández), Don Narciso (Sergio Hernández) y Asunción Catrilaf (Carmen Disa Gutiérrez). Además, de ser consejera de Rosita Espejo (Amparo Noguera) y de su marido Ernesto Lizana (Alfredo Castro).